# Храм у Едфуу
Храму у Едфуу је староегипатски храм смештен на западној обали реке Нил у граду Едфуу, на око 100 km северно од Асуана и око 85 km јужно од Луксора. У доба хеленизма и Римског царства Едфу је био познат као „Аполонополис Магна“, по врховном Богу Хорус-Аполону. То је један од најбоље очуваних храмова у Египту. Посвећен је Богу-соколу Хорусу, и изграђен је у доба Птолемејског краљевства између 237. и 57. године п. н. е. Натписи на зидовима храма садрже вредне информације о језику, митологији и религији Египта. Неки од њих говоре о детаљима конструкције храма, и митским интерпретацијама овог и других храмова као „Острвима стварања“. Ту су још сцене и натписи о митолошкој борби Хоруса и Сета."

## Историја
Едфу је један од неколико храмова изграђених у доба Птолемејског Египта, међу којима су и Дендера, Есна, Ком Омбо и Филе. Његова величина је сведочанство о релативном просперитету доба кад је настао. Данас видљиви храм, чија је изградња почела 23. августа 237. године п. н. е, је у почетку имао дворану са стубовима, две попречне дворане, и свету барку окружену капелама. Изградња је започета у време владавине Птолемеја III и завршена 57. године п. н. е, у доба Птолемеја XII. Раније се на овом месту налазио мањи храм посвећен Хорусу, оријентисан у правцу исток-запад, док је данас видљиви храм у оси север-југ. Рушевина некадашњег пилона се налази источно од храма. Пронађени натписи говоре да се овде градило у време владара Новог краљевства Рамзеса I, Сетија I и Рамзеса II.
Наос Нектанеба II, остатак раније грађевине, сачуван је у централном светилишту као издвојена целина, док је најсветији део храма (барка) окружена са 9 капела.
Овај храм је престао да се користи у религијске сврхе после указа Теодосија I из 391. којим је забранио нехришћанске религијске обреде у Римском царству. Као и на другим местима у Египту, поборници хришћанства су уништили неке од рељефа. Данас је видљива зацрњена таваница дворане са стубовима (хипостила), за коју се верује да је последица намерно изазваног пожара који је требало да уништи паганске приказе.
Током векова, храм је затрпао пустињски песак и речни наноси, и то на дубину од 12 m. Локални становници су направили куће непосредно изнад некадашњег храма. Француска експедиција је 1798. идентификовала Храм у Едфуу, када су од њега били видљиви само врхови пилона. Године 1860, француски египтолог Огист Маријет је започео радове на откопавању храма.
Храм у Едфуу је готово неоштећен, и врло је добар пример древног египатског храма. Његов значај за археологију и добра очуваност допринели су да је он туристичка атракција, близу које се често заустављају бродови за крстарење Нилом. Године 2005. изграђен је паркинг и центар за посетиоце.

## Религијски значај
Храм у Едфуу је највећи храм посвећен Хорусу и богињи Хатор из Дендере. Ту су се одржавали фестивали у славу Хоруса. По веровању, сваке године богиња Хатор је путовала на југ од свога Храма у Дендери, да би се сусрела са Хорусом у Едфуу где би се са њим венчала. Ово је био повод за одржавање великог фестивала уз присуство ходочасника.

## Галерија
- Пилон Храма у Едфуу (са туристима)
- Макета храма
- Пилон храма са унутрашње стране
- Стубови у пронаосу
- Хорус на улазу у велико двориште
- Детаљ греде на улазу у храм
- Сцена дојења на унутрашњим зидовима храма
- Најраније фотографије, 1854. Џон Бизли Грен
- Најраније фотографије, 1854. Џон Бизли Грен
- Улаз у храм Едфу
- Задња страна храма Едфу
- Лева страна левог пилона храма Едфу
- Едфу Хорус
- Хорус
- Скулптура Хоруса у дворишту
- Детаљ храма Едфу
- Едфу храм, нилометар за мерење висине реке Нила
- Стубови храма Едфу
- Детаљ стуба
- Едфу стуб
- Детаљ Едфу стуба
- Едфу рељеф
- Едфу рељеф
- Едфу рељеф
- Едфу рељеф
- Едфу детаљ